# Maireana
Maireana is een geslacht uit de amarantenfamilie (Amaranthaceae). De soorten uit het geslacht komen voor in Australië.

## Soorten
- Maireana amoena (Diels) Paul G.Wilson
- Maireana aphylla (R.Br.) Paul G.Wilson
- Maireana appressa (Benth.) Paul G.Wilson
- Maireana astrotricha (L.A.S.Johnson) Paul G.Wilson
- Maireana atkinsiana (W.Fitzg.) Paul G.Wilson
- Maireana brevifolia (R.Br.) Paul G.Wilson
- Maireana campanulata Paul G.Wilson
- Maireana cannonii (J.M.Black) Paul G.Wilson
- Maireana carnosa (Moq.) Paul G.Wilson
- Maireana cheelii (R.H.Anderson) Paul G.Wilson
- Maireana ciliata (F.Muell.) Paul G.Wilson
- Maireana convexa Paul G.Wilson
- Maireana coronata (J.M.Black) Paul G.Wilson
- Maireana decalvans (Gand.) Paul G.Wilson
- Maireana dichoptera (F.Muell.) Paul G.Wilson
- Maireana diffusa Paul G.Wilson
- Maireana enchylaenoides (F.Muell.) Paul G.Wilson
- Maireana eriantha (F.Muell.) Paul G.Wilson
- Maireana erioclada (Benth.) Paul G.Wilson
- Maireana eriosphaera Paul G.Wilson
- Maireana excavata (J.M.Black) Paul G.Wilson
- Maireana georgei (Diels) Paul G.Wilson
- Maireana glomerifolia (F.Muell. & Tate) Paul G.Wilson
- Maireana humillima (F.Muell.) Paul G.Wilson
- Maireana integra (Paul G.Wilson) Paul G.Wilson
- Maireana lanosa (Lindl.) Paul G.Wilson
- Maireana lobiflora (F.Muell. ex Benth.) Paul G.Wilson
- Maireana luehmannii (F.Muell.) Paul G.Wilson
- Maireana marginata (Benth.) Paul G.Wilson
- Maireana melanocarpa Paul G.Wilson
- Maireana melanocoma (F.Muell.) Paul G.Wilson
- Maireana microcarpa (Benth.) Paul G.Wilson
- Maireana microphylla (Moq.) Paul G.Wilson
- Maireana murrayana (Ewart & B.Rees) Paul G.Wilson
- Maireana obrienii N.G.Walsh
- Maireana oppositifolia (F.Muell.) Paul G.Wilson
- Maireana ovata (Ising) Paul G.Wilson
- Maireana pentagona (R.H.Anderson) Paul G.Wilson
- Maireana pentatropis (Tate) Paul G.Wilson
- Maireana planifolia (F.Muell.) Paul G.Wilson
- Maireana platycarpa Paul G.Wilson
- Maireana polypterygia (Diels) Paul G.Wilson
- Maireana proslhecochaeta (F.Muell.) Paul G.Wilson
- Maireana pyramidata (Benth.) Paul G.Wilson
- Maireana radiata (Paul G.Wilson) Paul G.Wilson
- Maireana rohrlachii (Paul G.Wilson) Paul G.Wilson
- Maireana schistocarpa Paul G.Wilson
- Maireana sclerolaenoides (F.Muell.) Paul G.Wilson
- Maireana scleroptera (J.M.Black) Paul G.Wilson
- Maireana sedifolia (F.Muell.) Paul G.Wilson
- Maireana spongiocarpa (F.Muell.) Paul G.Wilson
- Maireana stipitata Paul G.Wilson
- Maireana suaedifolia (Paul G.Wilson) Paul G.Wilson
- Maireana thesioides (C.A.Gardner) Paul G.Wilson
- Maireana tomentosa Moq.
- Maireana trichoptera (J.M.Black) Paul G.Wilson
- Maireana triptera (Benth.) Paul G.Wilson
- Maireana turbinata Paul G.Wilson
- Maireana villosa (Lindl.) Paul G.Wilson

... · 
Achyranthes · 
Aerva ·
Alternanthera ·
Amaranthus (Amarant) · 
Atriplex (Melde) · 
Axyris · 
Bassia (Zoutkruid) · 
Beta (Biet) · 
Blitum (Spiesganzenvoet) · 
Celosia · 
Chenopodium (Ganzenvoet) · 
Corispermum (Vlieszaad) · 
Dysphania · 
Halimione (Zoutmelde) · 
Halocnemum · 
Halothamnus · 
Haloxylon · 
Kochia · 
Krascheninnikovia · 
Polycnemum (Knarkruid) · 
Patellifolia · 
Ptilotus · 
Pupalia ·
Salicornia (Zeekraal) · 
Salsola (Loogkruid) · 
Spinacia · 
Suaeda · 
Traganum · 
...